# Livarot-Pays-d'Auge
Livarot-Pays-d'Auge és un municipi nou de França, creat l'1 de gener de 2016, quan es van unir vint-i-dos antics municipis, fent-lo el més gran de tots els municipis nous. El 2019 tenia 6.220 habitants. La seu administrativa es troba al municipi delegat de Livarot.

## Municipis delegats
Auquainville, Les Autels-Saint-Bazile, Bellou, Cerqueux, Cheffreville-Tonnencourt, La Croupte, Familly, Fervaques, Heurtevent, Livarot, Le Mesnil-Bacley, Le Mesnil-Durand, Le Mesnil-Germain, Meulles, Les Moutiers-Hubert, Notre-Dame-de-Courson, Préaux-Saint-Sébastien, Sainte-Marguerite-des-Loges, Saint-Martin-du-Mesnil-Oury, Saint-Michel-de-Livet, Saint-Ouen-le-Houx i Tortisambert